# Bekim Fehmiu
Bekim Fehmiu (Szarajevó, 1936. június 1. – Belgrád, 2010. június 15.) albán nemzetiségű jugoszláv színész.

## Életpályája
1941-ben családja az albániai Shkodrából Prizrenbe költözött; itt töltötte gyermekkorát. Pályáját a pristinai Területi Színházban kezdte, majd a belgrádi Színművészeti Főiskolán 1960-ban szerzett diplomát, s a Jugoszláv Drámai Színház szerződtette tagja sorába 1967-ig. 1957-től filmezett. 1958-ban a kragujevaci ifjúsági, 1961-ben pedig Újvidéken a Sterija-játékok alkalmával aratott sikert, illetve nyert díjat. Az 1960-as évek derekán került az élvonalba.
2010. június 15-én önkezüleg vetett véget életének belgrádi lakásában.

### Munkássága
1966-ban a Szerelem ideje (1965) egyik epizódjának, az Útnak központi figurájaként a pulai fesztiválon Ezüst Aréna-díjat kapott. Aleksandar Petrović Találkoztam boldog cigányokkal is (1967) című filmdrámájában a főszerepet, a tollgyűjtő Bora cigányt alakította. Ez a szerep lett nemzetközi karrierjének kiindulási pontja. Olaszországban többek között a világhírű operaénekesnővel, Anna Moffóval játszott együtt, majd rábízták a hármas koprodukcióban forgatott Odissea (1968) című tv-sorozat címszerepét. Első amerikai filmje az 1970-es Szerencsevadászok volt. Igazi hősi alkat, magával ragadó erejű jellemábrázoló volt.

## Filmjei
- Kis ember (1957)
- Szombat este (1957)
- A tizenegyedik nap (1960)
- Ne ölj! (Tu ne tueras point) (1961)
- Sasa (1962)
- Az autóduda (Klakson) (1965)
- A leány (Devojka) (1965)
- Aki lő, annak kinyitják (Ko puca otvorice mu se) (1965)
- Szerelem ideje (Vreme ljubavi) (1965)
- Meleg évek (Tople godine) (1966)
- Találkoztam boldog cigányokkal is (1967)
- Odissea (1968)
- A halál oka ismeretlen (Uzrok smrti ne pominjati) (1968)
- Szerencsevadászok (1970)
- Csapda a tábornoknak (1971)
- Libera, szerelmem (1975)
- Ölni szabad (1975)
- Kitty szalon (1976)
- Fekete vasárnap (1977)
- Fiúk az intézetből (1977)
- Kényes riport (1981)
- Ragadozók pavilonja (1982)
- A gyermek, akit Jézusnak hívtak (1987)

## Díjai
- Arany Aréna-díj (1966)
- Ezüst Aréna-díj (1967)

## Fordítás
- Ez a szócikk részben vagy egészben  a   Bekim Fehmiu című angol Wikipédia-szócikk ezen változatának fordításán alapul.  Az eredeti cikk szerkesztőit annak laptörténete sorolja fel. Ez a jelzés csupán a megfogalmazás eredetét és a szerzői jogokat jelzi, nem szolgál a cikkben szereplő információk forrásmegjelöléseként.